# SOR BN 12
SOR BN 12 – autobus niskowejściowy klasy maxi, produkowany przez czeską firmę SOR Libchavy. 
Pojawił się na rynku w 2003 roku. Jest to jeden z najlepiej sprzedających się pojazdów w Czechach. Ma troje drzwi o układzie 1-2-2, dostępna jest również wersja 1-2-2-2, z dwoma drzwiami podwójnymi pomiędzy osiami. Niska podłoga jest dostępna w pierwszych dwóch lub trzech drzwiach. Sprzedawana jest również wersja z napędem gazowym SOR BNG 12.
Obecnie w Polsce eksploatują go PK Racibórz (6 sztuk), MZK Nysa (7 sztuk) i DLA Wrocław (1 sztuka tego modelu) a także PKS w Oławie S.A., PKS Elbląg (3 sztuki), a oprócz tego SOR BN 12 testowany był w kilku polskich miastach, m.in. w Cieszynie.

## SOR BN 12 w Polsce
Obecnie pojazdy te eksploatują następujące polskie przedsiębiorstwa komunikacyjne:
| Miasto   | Przewoźnik              | Liczba |
| -------- | ----------------------- | ------ |
| Będzin   | PKS Południe sp. z o.o. | 1      |
| Nysa     | MZK Nysa                | 7      |
| Racibórz | PK Racibórz             | 6      |
| Gliwice  | PKS Gliwice             | 3      |
| Wrocław  | DLA Wrocław             | 6      |
| Elbląg   | PKS Elbląg              | 3      |
| Katowice | A21 Żory                | 3      |
| Katowice | Transgór Mysłowice      | 3      |
| Zabrze   | Kłosok Żory             | 7      |
| Żary     | Feniks-V                | 2      |
| Suma     | Suma                    | 41     |

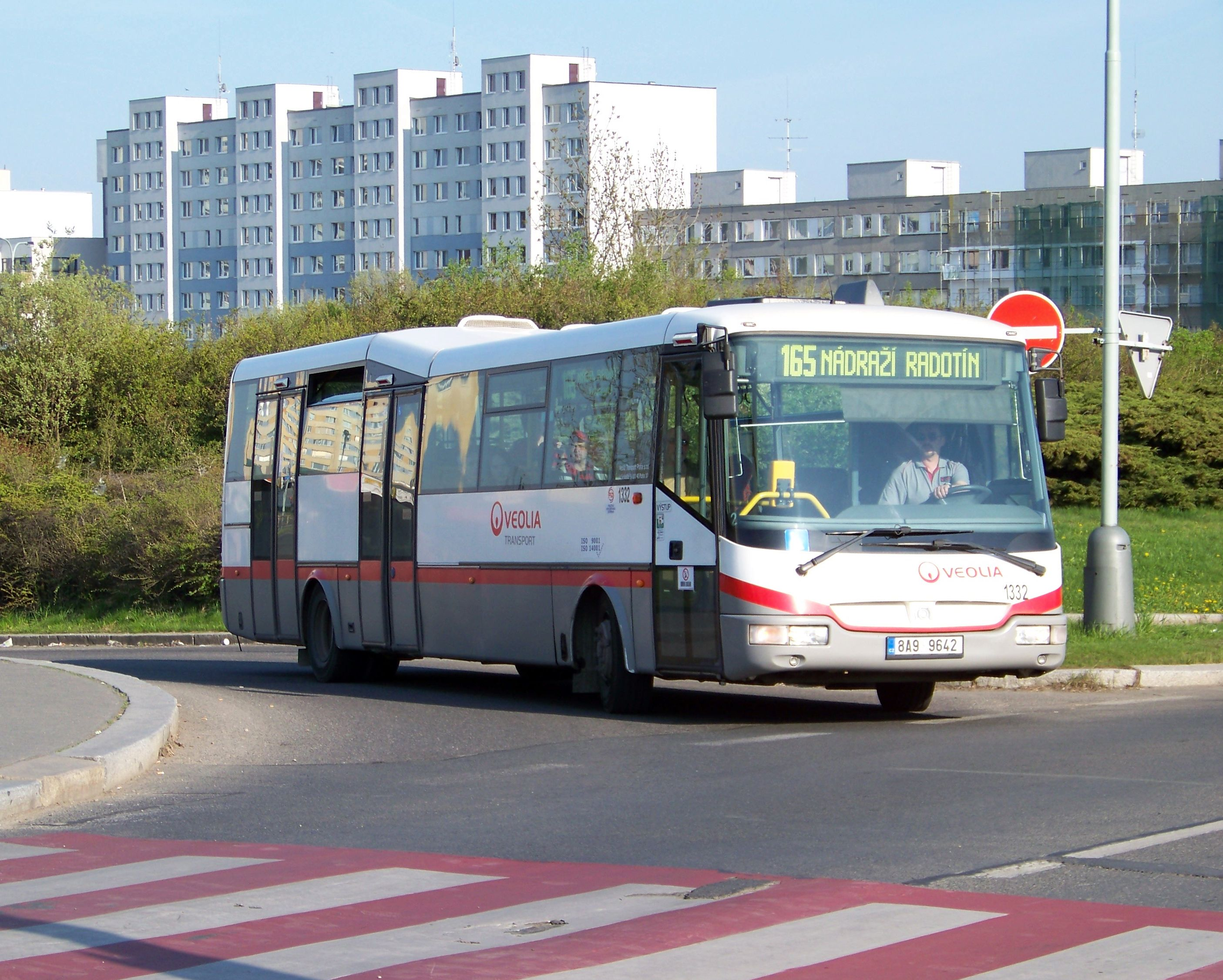
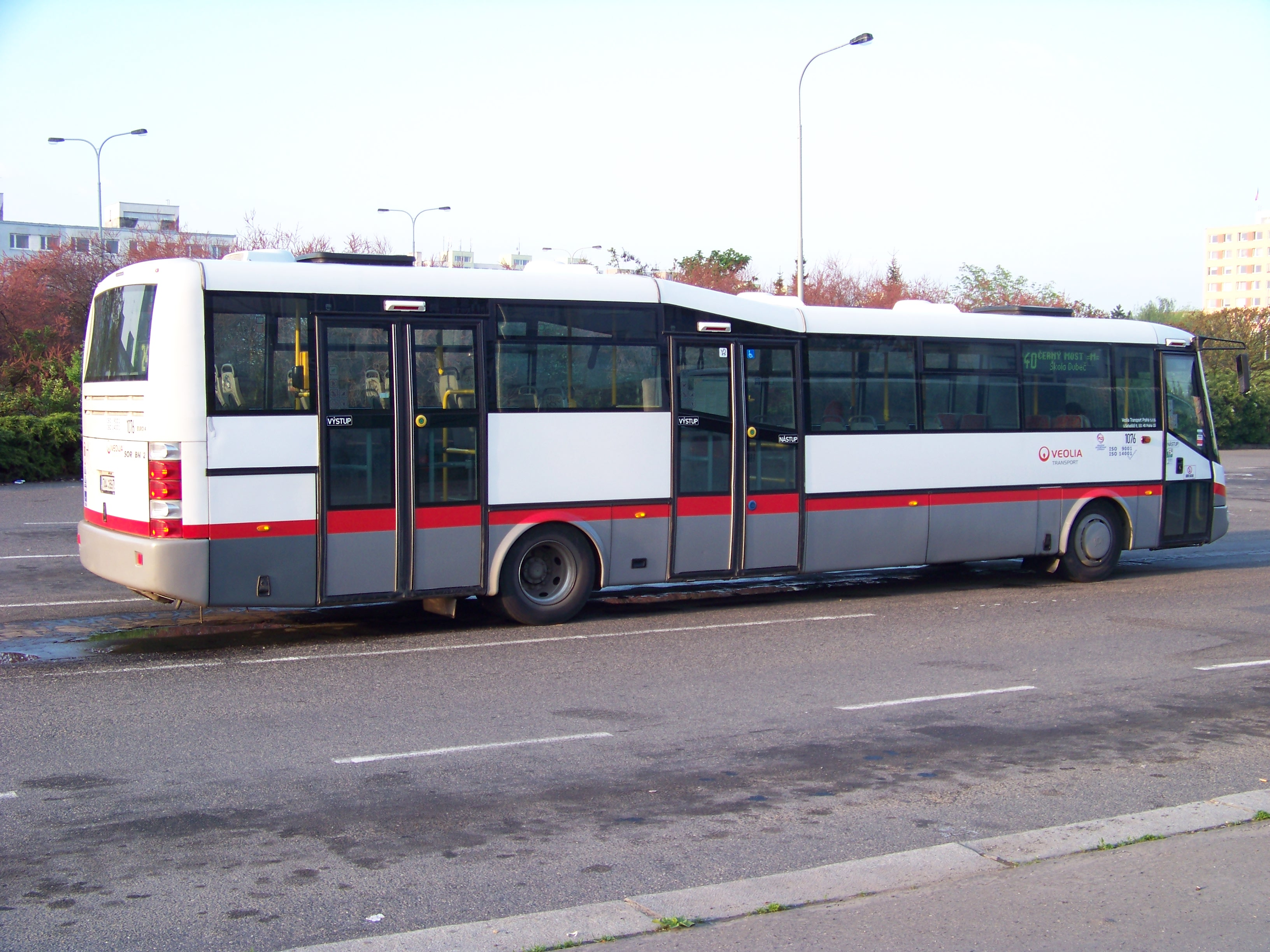
Tył
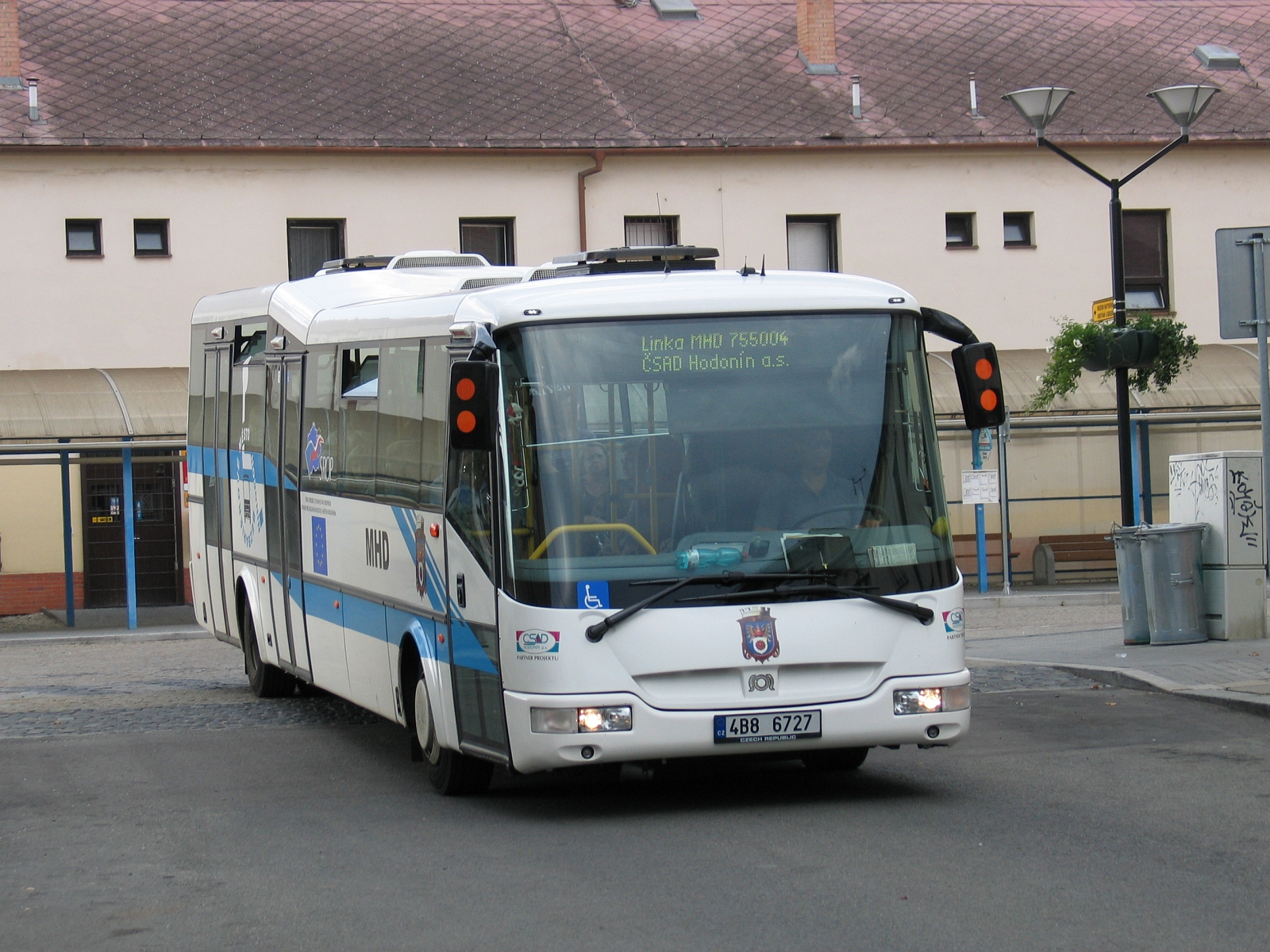
3-drzwiowy
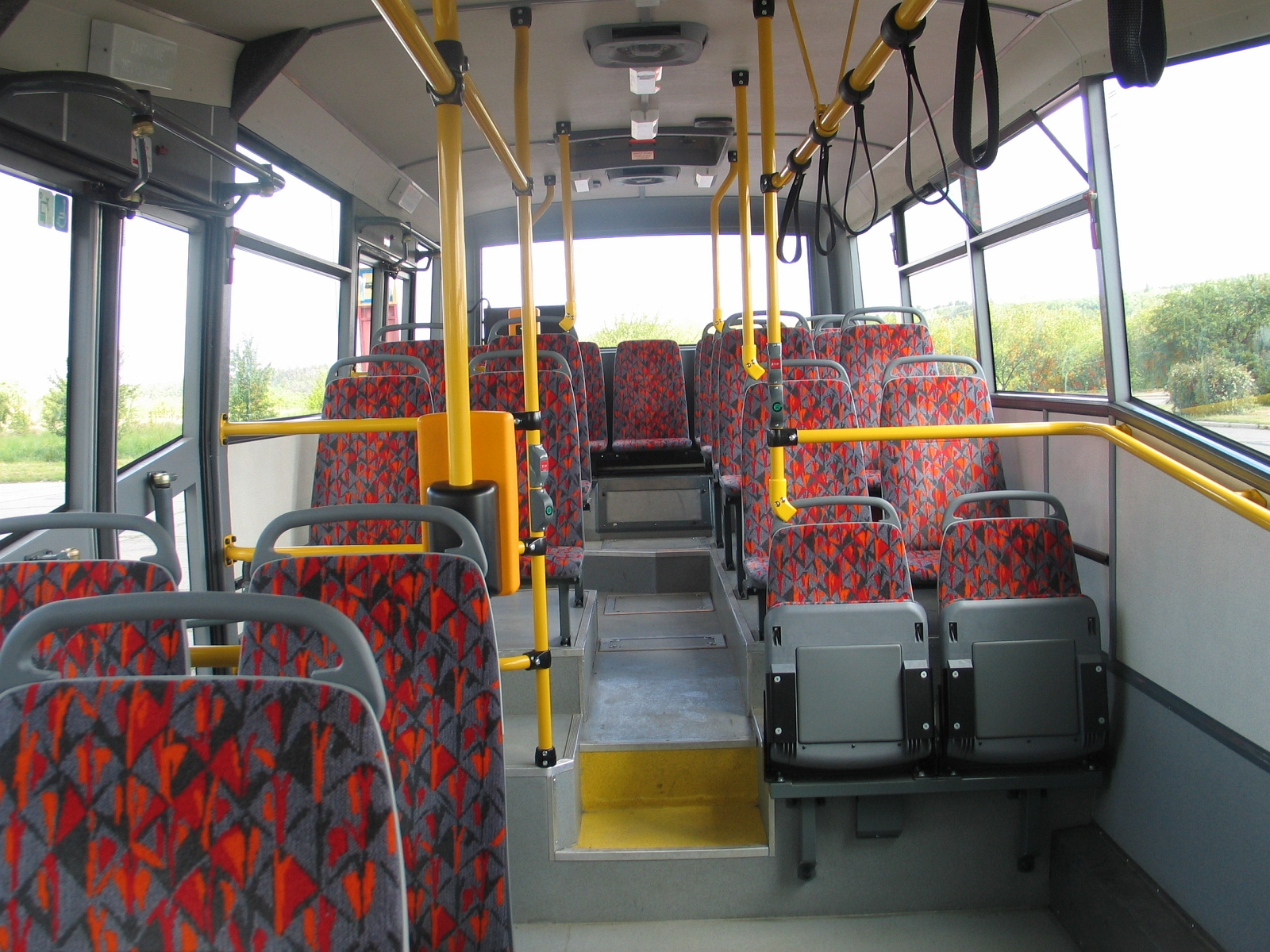
Wnętrze
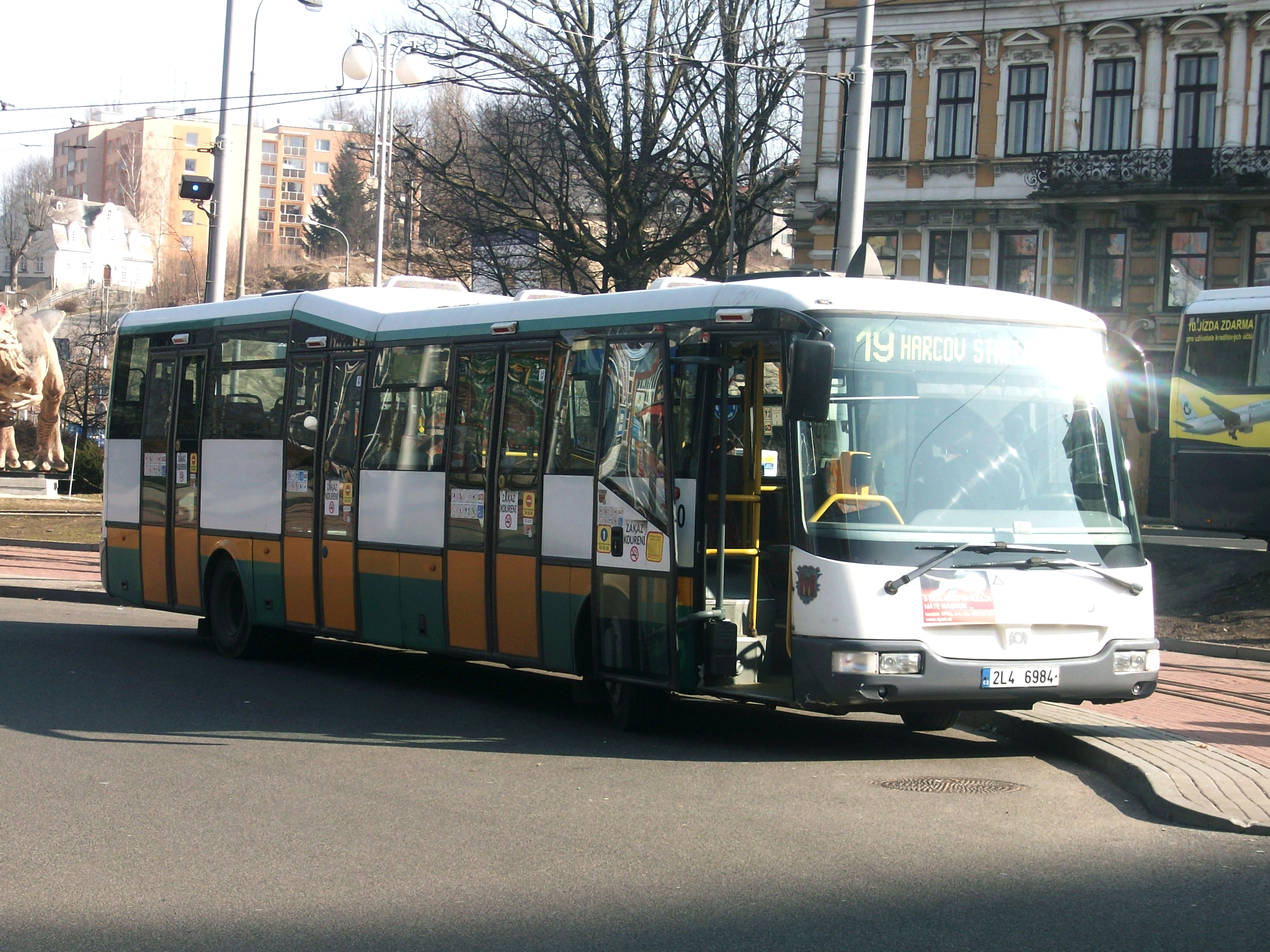
SOR BN 12, 4-drzwiowy
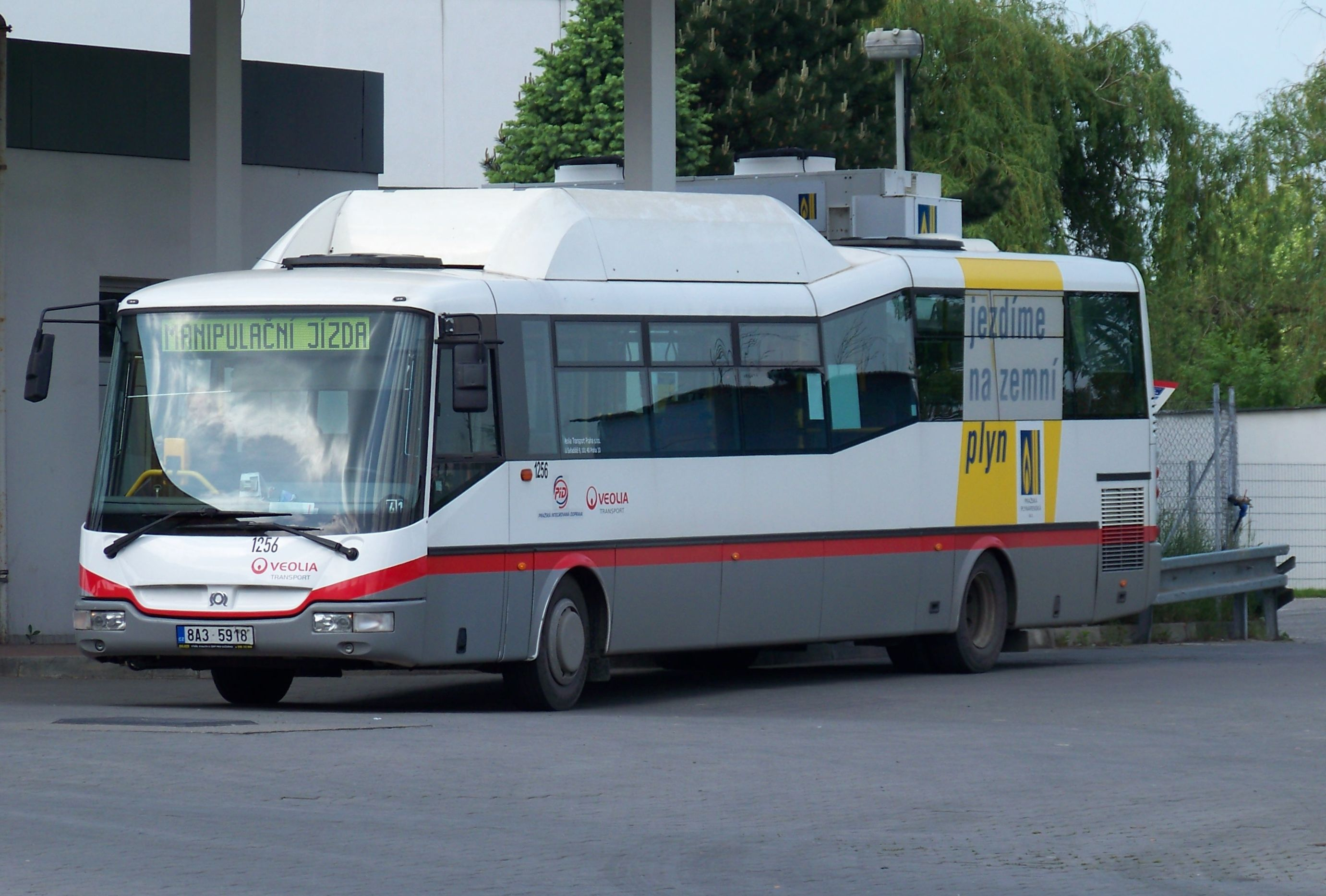
SOR BNG 12